# Teleparalelismo
Teleparalelismo (llamado también paralelismo distante y gravedad teleparalela), fue un intento de Einstein por unificar el electromagnetismo y la gravedad. La idea es usar una geometría con una métrica pseudoriemanniana con signatura (3,1), curvatura cero y torsión distinta de cero y usar tétradas más que métricas como variables básicas.
En nuestros días, la gente estudia teleparalelismo puramente como una teoría de la gravedad sin tratar de unificarla con el electromagnetismo.
Si se hace esta elección, entonces no hay simetría de norma de Lorentz y el espacio fibrado interno de Minkowski es ahora global. Sin embargo, una simetría de norma traslacional puede introducirse: En lugar de ver las tetradas como fundamentales, introduciremos la simetría de norma traslacional R4 (la cual actúa sobre las fibras del espacio de Minkowski afín tal que estas fibras se vuelven locales otra vez) con una conexión B y un campo coordinado x tomando valores en el espacio fibrado de Minkowski.
Más preciso, sea M el espacio fibrado de Minkowski. Esto es un espacio afín. Usando la notación de índice abstracto, sean a, b, c, ... refiriéndose a M y μ, ν, ... se refieren al bulto tangente. En cualquier norma particular, el valor de xa en el punto p está dado por
{\displaystyle x^{a}(p).}
La derivada covariante
{\displaystyle D_{\mu }x^{a}\equiv (dx^{a})_{\mu }+B_{\mu }^{a}}
se define respecto a la forma de conexión B. Aquí, d es la derivada exterior de la componente ath de x, la cual es un campo escalar (así que esta no solo es notación abstracta de índice). Bajo una transformación de norma por la traslación del campo αa,
{\displaystyle x^{a}\rightarrow x^{a}+\alpha ^{a}}
y
{\displaystyle B_{\mu }^{a}\rightarrow B_{\mu }^{a}-(d\alpha ^{a})_{\mu }}
y así, la derivada covariante de xa es una norma invariante. Esto se identifica con la tetrada eaμ (la cual es una 1-forma que toma valores en el espacio vectorial de Minkowski, no en el espacio afín de Minkowski, por lo cual es invariante de norma). Pero ¿qué significa esto? xa es una clase de función coordinada, dando un valor en el espacio interno a cada punto p. La holonomía asociada con B especifica el desplazamiento de un camino de acuerdo al espacio interno.
Una analogía cruda: Piense en M como la pantalla de la computadora y en el desplazamiento interno como la posición del puntero del ratón. Piense en el ratón curvo de una portátil como en un espaciotiempo y en la posición del ratón como la posición. Mantenga la posición del ratón fija, si el ratón se mueve alrededor del ratón curvo, la posición del apuntador del ratón (desplazamiento interno) también cambia y este cambio es dependiente del camino; es decir, no solo depende de las posiciones inicial y final del ratón. El cambio en el desplazamiento interno conforme movemos el ratón alrededor del camino cerrado en el ratón de la portátil es la torsión. 
Otra cruda analogía: Piense en un cristal con línea de defecto (dislocación de borde y dislocación de tornillo pero sin disclinación). El transporte paralelo de un punto M a lo largo de un camino está dado al contar el número de (arriba/abajo, adelante/atrás e izquierda/derecha)límites del cristal. El vector de Burger corresponde a la torsión. Las disclinaciones corresponden a la curvatura, por lo cual se deja fuera.
La torsión,
{\displaystyle T_{\mu \nu }^{a}\equiv (dB^{a})_{\mu \nu },}
es invariante de norma.
Siempre podemos escoger una norma donde xa es cero donde sea (M es un espacio afín y también fibrado, tenemos que definir el origen sobre un punto de la base, pero esto siempre puede hacerse arbitrariamente) y esto nos lleva de regreso a la teoría donde la tetrada es fundamental.
Teleparalelismo se refiere a cualquier teoría de gravitación basada sobre estas ideas. Existe una elección particular de la acción la cual la hace equivalente exactamente a la relatividad general, pero también hay otras elecciones de la acción que no son equivalentes a la RG. En algunas de estas teorías, no hay equivalencia entre las masas inerciales y gravitacionales. 
A diferencia de RG, la gravedad no se debe a la curvatura del espaciotiempo. Se debe a la torsión.